# Eteläpuisto
Le Parc du sud (en finnois : Eteläpuisto) est un parc s'étendant dans les quartiers de Kaakinmaa  et de Nalkala  à Tampere en Finlande.

## Présentation
Le parc, situé en bordure du lac Pyhäjärvi, est élaboré de 1915 à 1917 et de 1928 à 1929 selon les plans de K. Vaaramäki. 
Dans le parc Eteläpuisto on trouve les plus grands exemplaires d'Acer tataricum subsp. ginnala et de bouleau à papier. 
On peut y voir aussi le mémorial aux coopératives sculpté en 1950 par Wäinö Aaltonen et le buste de Fabian Klingendahl sculpté par Yrjö Liipola.

## Galerie

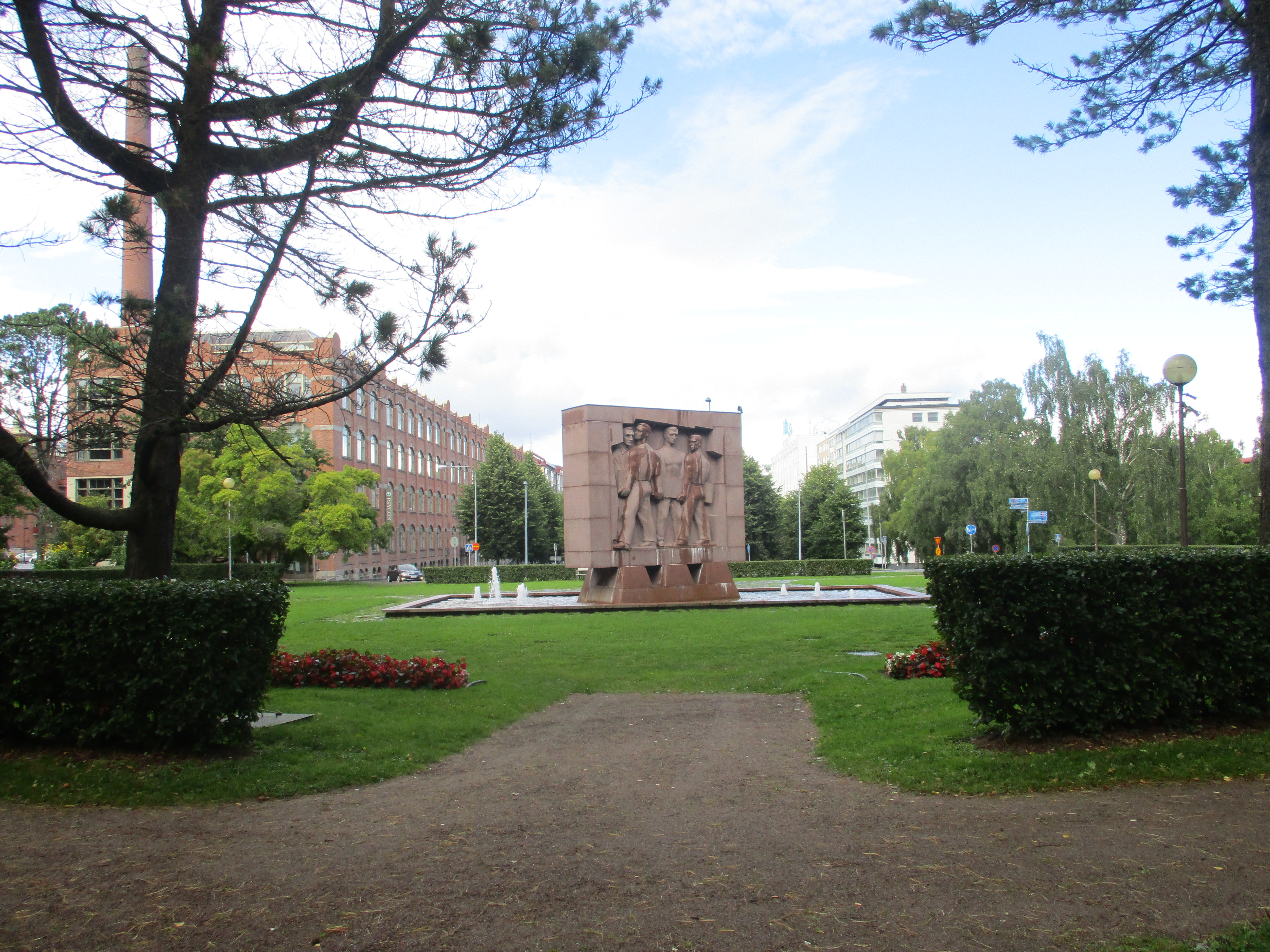
Le parc Eteläpuisto
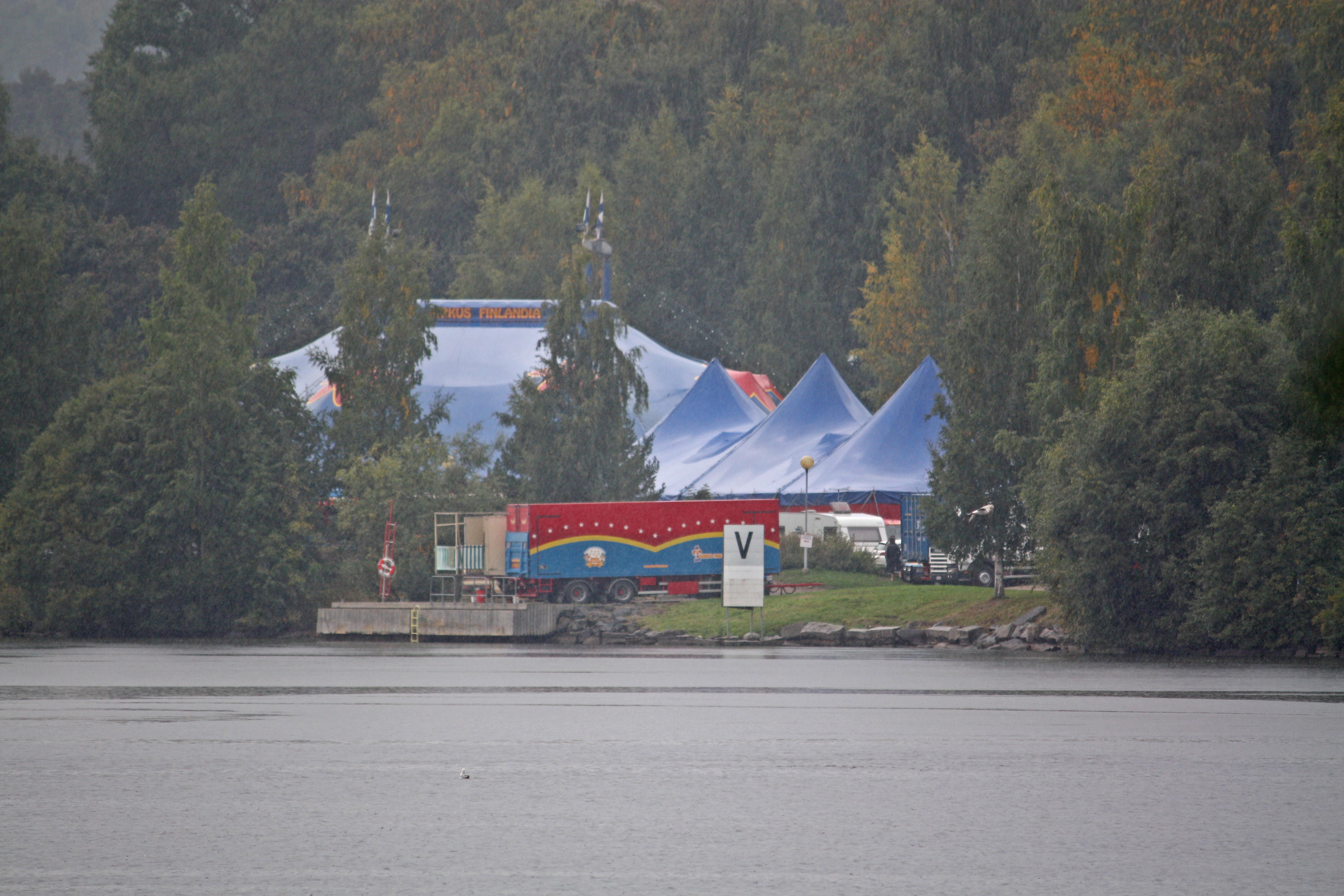
Le cirque Finlandia dans le parc.
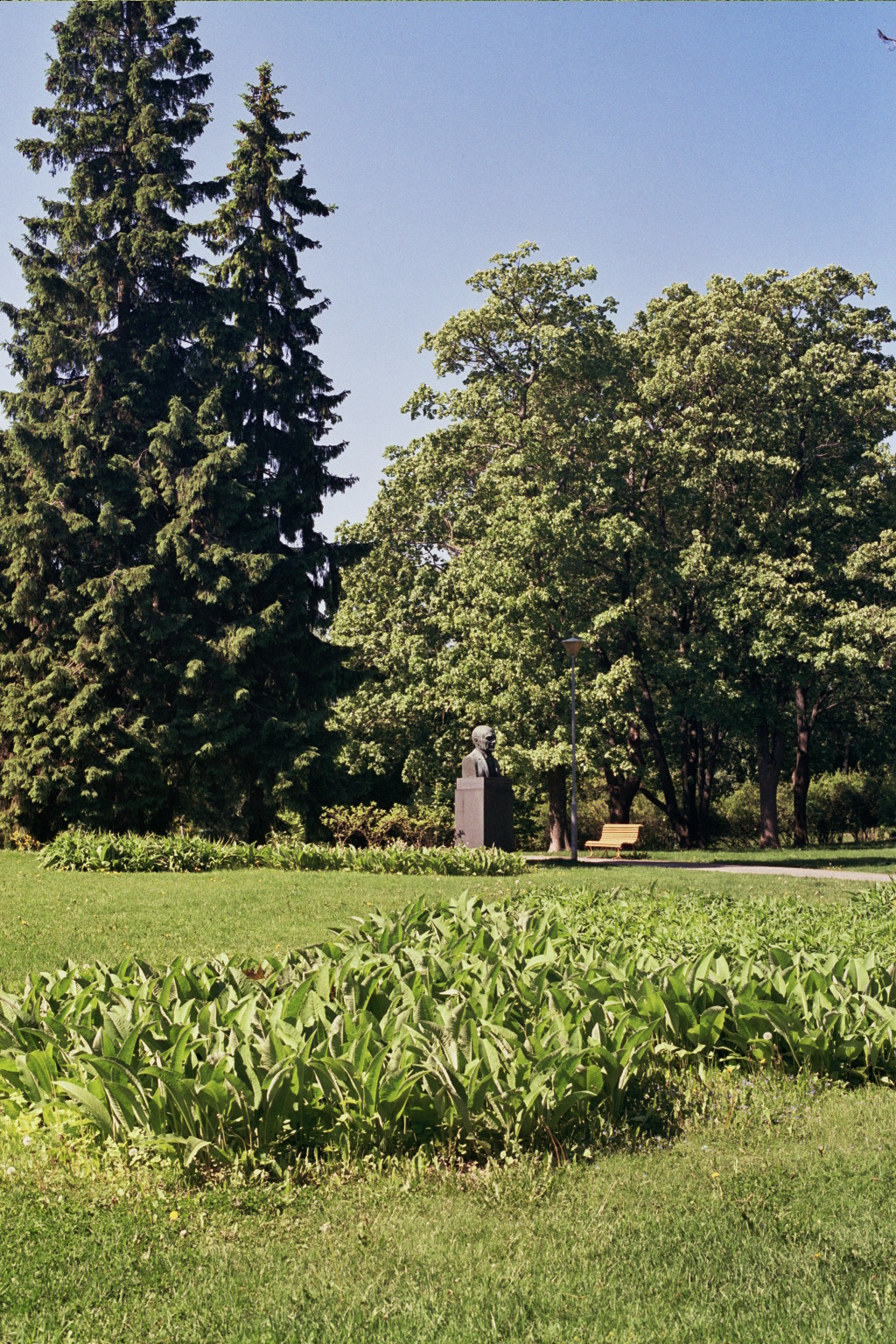
Le parc Eteläpuisto